# دبی مدیا سیتی
دبی مدیا سیتی (انگلیسی: Dubai Media City) شرکت سرگرمی اماراتی است، که در سال ۲۰۰۰ تأسیس شد.